# Фаталунг
Фаталунг е една от 76-те провинции на Тайланд. Столицата ѝ е едноименния град Фаталунг. Населението на провинцията е 498 471 жители (2000 г. – 47-а по население), а площта 3424,5 кв. км (53-та по площ). Намира се в часова зона UTC+7. Разделена е на 11 района, които са разделени на 65 общини и 626 села.